# Milionia glauca
Milionia glauca là một loài bướm đêm trong họ Geometridae.